# كينيث إريكسون
كينيث إريكسون (بالسويدية: Kenneth Eriksson) مواليد 13 مايو 1956، هو سائق راليات سويدي سابق بدأ مسيرته في سنة 1980. كان أول رالي له هو رالي السويد 1980. شارك في بطولة العالم للراليات. فاز بـ 6 سباقات رالي. صعد على المنصة 21 مرة خلال مسيرته.

## سجل الفوز
- رالي ساحل العاج 1987
- رالي نيوزيلندا 1997

## فرق مثلها
- فريق سوبارو للراليات
- ميتسوبيشي
- شكودا أوتو

## روابط خارجية
- كينيث إريكسون على موقع Rallye-info.com (الإنجليزية)
- كينيث إريكسون على موقع eWRC-results.com (الإنجليزية)